# Martin E. Brooks
Martin E. Brooks, eigentlich Martin Baum, (* 30. November 1925 in Bronx, New York City; † 7. Dezember 2015 in Studio City, Los Angeles, Kalifornien) war ein US-amerikanischer Schauspieler.

## Leben
Martin Brooks wurde in der Bronx geboren. Als er zehn Jahre alt  war, zog seine Familie nach Wilkes-Barre in Pennsylvania, wo sein Vater eine Kleiderfabrik eröffnete. Nach der High School meldete er sich freiwillig zur US-Armee, wurde ein Fallschirmjäger in der 11. Airborne Division und erhielt für seine im Zweiten Weltkrieg erlittenen Verletzungen ein Purple Heart.
Brooks war ab 1951 vor allem als Fernsehschauspieler tätig. In erster Linie trat er in Gastrollen in verschiedenen Serien in Erscheinung. Nur gelegentlich kam es zu mehrmaligen Auftritten. Dieses Muster wurde erst in der dritten Staffel der Serie Der Sechs-Millionen-Dollar-Mann durchbrochen, als  Brooks ab 1975 die zuvor von Alan Oppenheimer gespielte Rolle des Dr. Rudy Wells übernahm. Diese Rolle verkörperte Brooks auch in dem Ableger Die Sieben-Millionen-Dollar-Frau. 1970 spielte er in dem Fernsehfilm Tod eines Bürgers mit. Danach hatte er noch kleine Nebenrollen in Dallas und Hunter.
Bis Mitte der 1990er Jahre war er in mehr als 60 Produktionen zu sehen. Eine seiner letzten größeren Rollen spielte er 1994 im Film Dark Force – Aliens in Black.
Martin E. Brooks starb am 7. Dezember 2015 im Alter von 90 Jahren nach einem kurzen Krankenhausaufenthalt in Studio City, Los Angeles.

## Filmografie (Auswahl)
- 1951: Sure As Fate (Fernsehserie)
- 1953–1963: Armstrong Circle Theatre (Fernsehserie, sieben Folgen)
- 1961: Wagen 54, bitte melden (Car 54, Where Are You?, Fernsehserie, eine Folge)
- 1967: Rauchende Colts (Gunsmoke, Fernsehserie, eine Folge)
- 1969: Kobra, übernehmen Sie (Mission: Impossible, Fernsehserie, eine Folge)
- 1970: Tod eines Bürgers (The Old Man Who Cried Wolf, Fernsehfilm)
- 1972–1973: McMillan & Wife (Fernsehserie, sechs Folgen)
- 1973: The New Perry Mason (Fernsehserie, eine Folge)
- 1975–1978: Der Sechs-Millionen-Dollar-Mann (The Six Million Dollar Man, Fernsehserie, 44 Folgen)
- 1976–1978: Die Sieben-Millionen-Dollar-Frau (The Bionic Woman, Fernsehserie, 45 Folgen)
- 1983–1984: Dallas (Dallas, Fernsehserie, zehn Folgen)
- 1986–1988: Hunter (Hunter, Fernsehserie, sechs Folgen)
- 1989: Bionic Showdown: The Six Million Dollar Man and the Bionic Woman (Fernsehfilm)
- 1992: Unter der Sonne Kaliforniens (Knots Landing, Fernsehserie, drei Folgen)
- 1994: Bionic Ever After?
- 1994: Dark Force – Aliens in Black
- 1996: Street Gun